# Надпись Тоньюкука

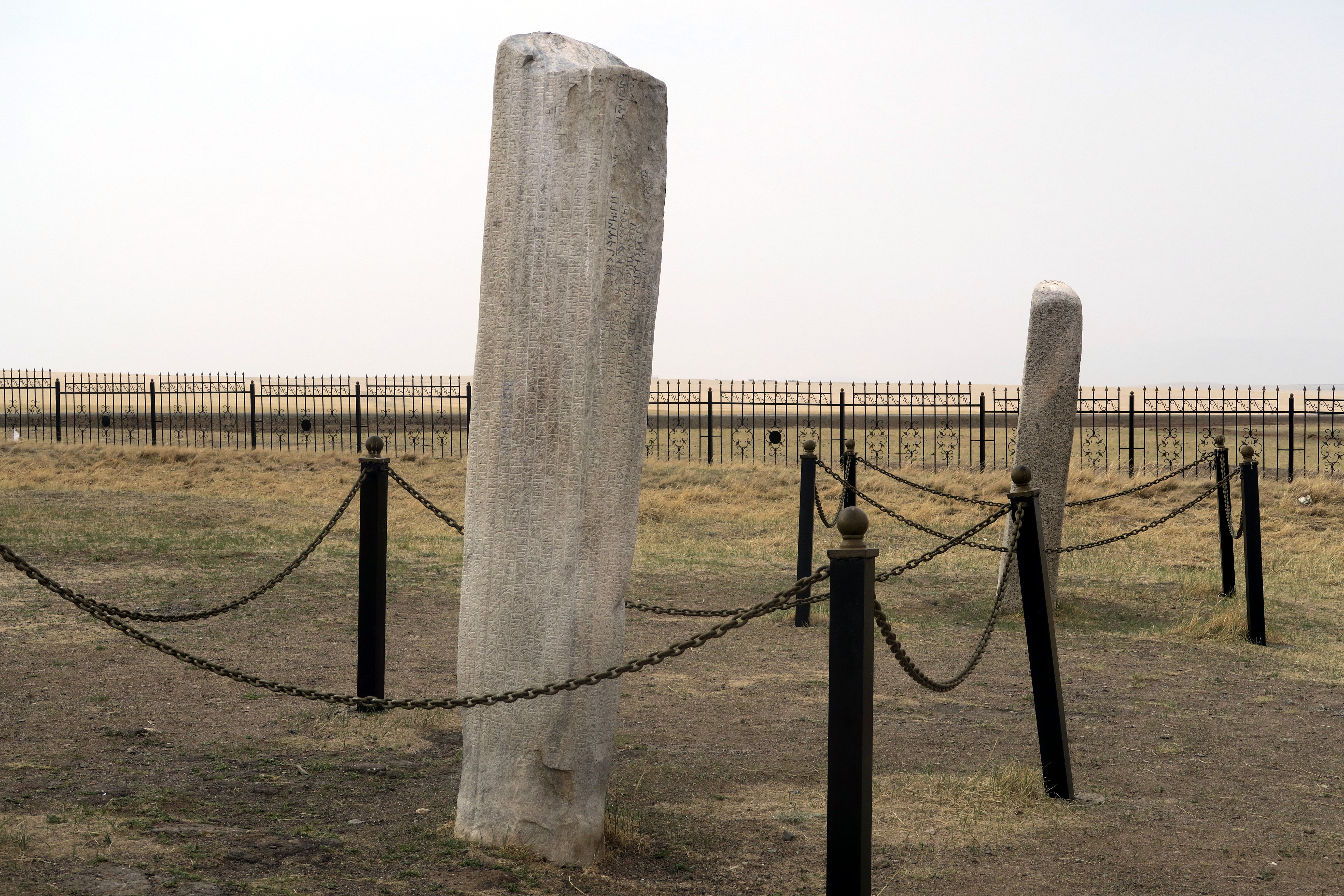
Надписи Тоньюкука (VIII век)

Надпись Тоньюкука («Надписи Баин-Цокто») — древнетюркские рунические письмена, вырезанные на двух каменных столбах в урочище Баин-Цокто между Налайхом и рекой Туул. Часть погребально-поминального комплекса вместе с руинами храма, большим и малым саркофагами.
Впервые описана Д. А. Клеменцом в 1897 году, позднее текст был опубликован и переведен В. В. Радловом.
Хотя авторство неизвестно, сам текст ассоциируется с кем-то из окружения Тоньюкука: 

Я, мудрый Тоньюкук, приказал написать [это] для народа тюркского Бильге-кагана.— 58-я строка

## Текст

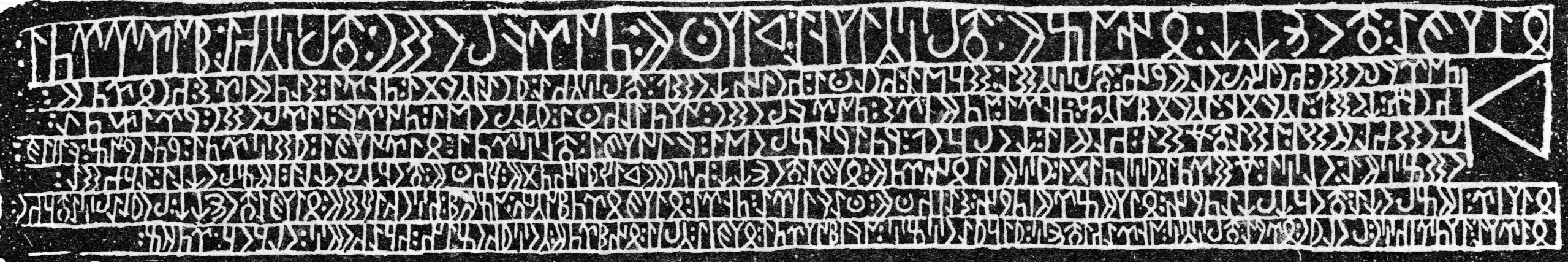
Текст первой (западной) стелы, строки 1-35

Вырезан на двух каменных столбах, расположенных параллельно к восточной стене храма. Высота первого — 1,76 м (строки 1-36), второго (строки 37-62) — 1,60 м.
Повествование начинается с самого рождения Бильге-Тоньюкука (𐰋𐰃𐰠𐰏𐰀𐱃𐰆𐰪𐰸𐰸), который как и весь тюркский народ оказывается под властью Китая/Табгача (𐱃𐰉𐰍𐰲𐰃𐰠𐰭𐰀). Рассказывается, что причиной этому было оставление народом своего кагана, пока он, Тоньюкук, не начинает вместе с Ильтериш-каганом (𐰃𐰠𐱅𐰼𐰾׃𐰴𐰍𐰣) восстание против табгачей. В дальнейшем (строчки 48-62) — восхваление роли советника в создании и существовании Тюркского каганата.
Лев Гумилёв датирует возникновение текста надписи после 716 года, обращение «народ Бильге-кагана», к тому же, приписывая советнику заслуги умерших каганов, неизвестный автор осторожен при упоминании его достижений при Богю. С. Г. Кляшторный, опираясь на отсутствие в тексте приписок, указывающих на смерть советника, тоже склонялся к прижизненному написанию, с последующим, уже после смерти героя, включением в комплекс поминальных сооружений.

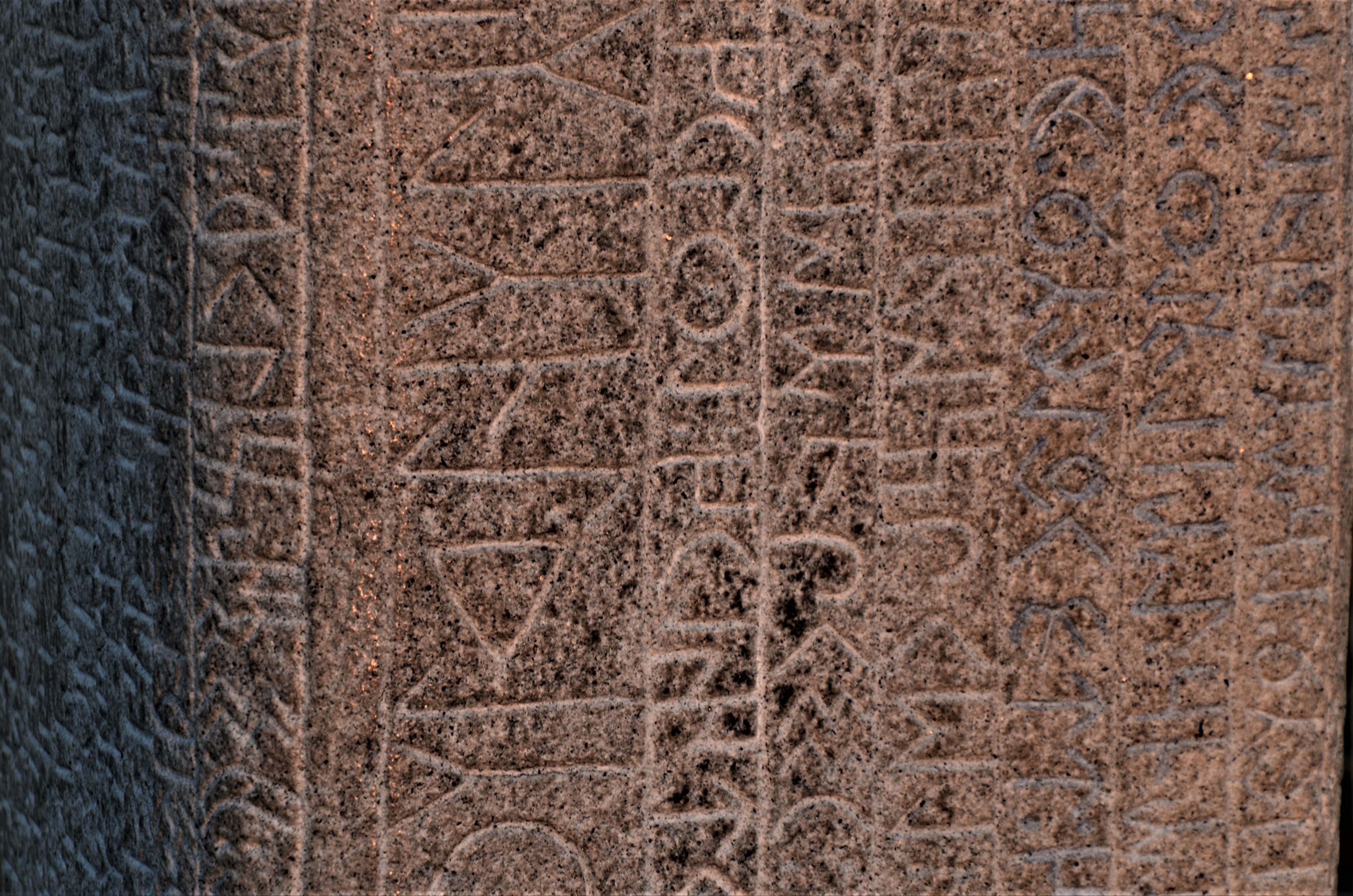
Часть текста на стеле Тоньюкука

Гумилёв считал, что рунические надписи имеют агитационный характер, «народ хотят убедить», сравнивая повествования Баин-Цокто и Йоллыг-тегина (памятники Кошо-Цайдама), носящие по его мнению, полемический характер. В строках, в которых неизвестный автор надписи Тоньюкука принижает заслуги хана, например, критикуя способности Кутлуга (строки 4-7), наоборот панегирик в кошоцайдамских.